# Guillermo Arce

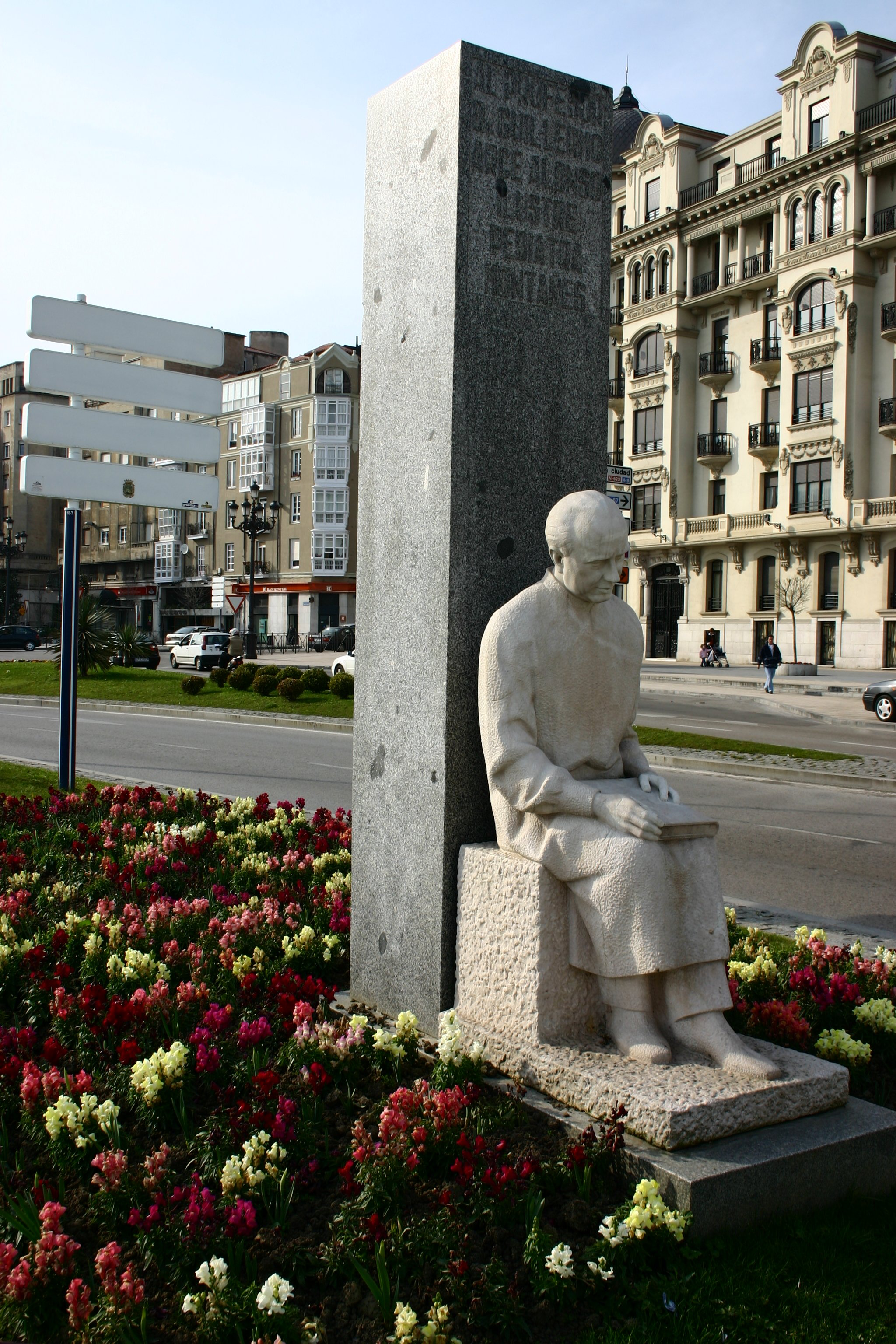
Estatua de Guillermo Arce en la ciudad de Santander, Cantabria.

Guillermo Arce Alonso (Santander, Cantabria, España, 1901-Santander, Cantabria, España, 1970) fue un eminente médico y catedrático español.

## Biografía
Guillermo Arce nació en Santander el 28 de enero del año 1901. Siendo el tercer hijo de José Arce López, indiano, de familia hidalga y originario de Villegar de Toranzo quien fue fundador y presidente del Banco de Torrelavega, y de Carmen Alonso Ezcurra. Estudió en el Colegio de los Escolapios de Villacarriedo. Se licenció en Medicina en 1922 con 21 años, en la Facultad de Valladolid con premio extraordinario de licenciatura. Realizó la especialización en Alemania. Se doctoró en Madrid en el año 1928, siendo premio extraordinario. Fue puericultor jefe del Instituto Provincial de Sanidad y de la Escuela Provincial de Sanidad. Además fundó el Jardín de la Infancia de Santander, con los fondos aportados por la sobrina del Marqués de Valdecilla, María Luisa Pelayo y fue director de la Escuela de Puericultura.
Fue catedrático de Pediatría de la Universidad de Santiago de Compostela (1934), donde tras una efímera estancia pasó a la de Salamanca. Entre su bibliografía destacan las obras Neumonía en la infancia (1945), Trastornos nutritivos del lactante (1946) y los tres tomos de La patología del recién nacido (1947-1950).
En el año 1929 creó el Servicio de Puericultura de la Casa de Salud Valdecilla tras ganar por oposición la plaza de la jefatura del servicio, hoy Hospital Universitario Marqués de Valdecilla. Fue miembro de honor del Colegio Oficial de Médicos de la Provincia de Santander, Gran Cruz y Encomienda de la Orden Civil de Sanidad (1945), Medalla de Oro de la Provincia de Santander (1956) y Cruz del Mérito Militar (1968).
Falleció el 22 de enero de 1970. Es considerado como el creador de la Escuela de Pediatría Española. 
La ciudad de Santander por suscripción popular le ha dedicado un monumento que actualmente se encuentra en la zona de Puertochico. Fue enterrado en Ciriego y sus restos fueron trasladados al Panteón de Hijos Ilustres por acuerdo del 23 de enero de 1970 del Ayuntamiento de Santander. 
Procedía de una familia de abolengo montañés, formada por eminentes juristas y médicos de gran prestigio. Su hermano Julio fue abogado jefe del Banco de Santander desde 1929 hasta 1977 y decano del Colegio de Abogados de Santander durante 25 años, Fernando también abogado fue presidente y fundador de los laboratorios Lilly en España. Sus hermanos Manuel y Francisco fueron durante muchos años las primeras figuras de la radiología de Madrid. Su sobrino el José Luis Arce García mantuvo el prestigio de los Arce en Santander hasta su fallecimiento en 1996 siendo jefe del departamento de Pediatría del Hospital Universitario Marqués de Valdecilla y profesor titular de Pediatría de la Universidad de Cantabria.